# Kilroy Was Here (musikalbum)
Kilroy Was Here är ett konceptalbum och en rockopera av det amerikanska rockbandet Styx. Det gavs ut den 28 februari 1983. Titeln är tagen från det berömda graffitit "Kilroy was here".
Albumet är ett ställningstagande mot censur. Det utspelar sig i en framtid där rockmusik har förbjudits av fascister och gruppen MMM, The Majority for Musical Morality (’Majoriteten för musikalisk moral’). Berättelsens huvudperson Kilroy har satts i fängelse av MMM:s ledare Dr. Righteous. När Kilroy får veta att den unge musikern Jonathan Chance tänker ta tillbaka rocken flyr han ur fängelset genom att klä ut sig till en robot.
Idén till Kilroy Was Here togs fram av Dennis DeYoung. Till albumet hörde en scenshow vilken inleddes med en kortfilm (Kilroy Was Here). Bandmedlemmarna spelar genomgående i albumet de olika karaktärerna i berättelsen; till exempel gör DeYoung protagonisten Kilroy medan James Young gör antagonisten Dr. Righteous.
Turnén blev ett finansiellt nederlag, men albumet sålde i över 2 miljoner exemplar. Som bäst låg det på tredje plats i USA. Tre singlar gavs ut: Mr. Roboto, Don't Let It End och High Time. Musikvideor till Mr. Roboto, Don't Let It End och Heavy Metal Poisoning spelades in samtidigt som kortfilmen. En fjärde video spelades in till Haven't We Been Here Before?, helt orelaterad till albumets berättelse.

## Låtförteckning
| Titel                        | Upphovsman     | Längd |
| ---------------------------- | -------------- | ----- |
| Mr. Roboto                   | Dennis DeYoung | 5.28  |
| Cold War                     | Tommy Shaw     | 4.27  |
| Don't Let It End             | DeYoung        | 4.56  |
| High Time                    | DeYoung        | 4.33  |
| Heavy Metal Poisoning        | James Young    | 4.57  |
| Just Get Through This Night  | Shaw           | 6.06  |
| Double Life                  | Young          | 3.46  |
| Haven't We Been Here Before? | Shaw           | 4.06  |
| Don't Let It End (Reprise)   | Shaw/DeYoung   | 2.22  |

## Medverkande
- Dennis DeYoung – keyboard, sång ("Kilroy")
- Chuck Panozzo – bas, sång ("Lt. Vanish")
- John Panozzo – trummor, sång ("Colonel Hyde")
- Tommy Shaw – gitarr, sång ("Jonathan Chance")
- James Young – gitarr, sång ("Dr. Righteous")
- Dan Barber – horn
- Steve Eisen – saxofon
- Mike Halpin – horn
- Michael Mossman – horn
- Mark Ohlson – horn